# مارشال جولدسميث
مارشال جولدسميث (بالإنجليزية: Marshall Goldsmith)‏ هو شخصية أعمال وكاتب أمريكي، ولد في 20 مارس 1949 في محطة الوادي ‏ في الولايات المتحدة.

## وصلات خارجية
- الموقع الرسمي